# Tauon
Tauon (neboli tau lepton) je záporně nabitá elementární částice s poločasem rozpadu 3×10−13 s (jde tedy o nestabilní částici) a klidovou hmotností 1777 MeV (srovnej s 939 MeV protonu a 0,511 MeV elektronu). Tauon je tedy 3484krát hmotnější než elektron. Jeho antičásticí je antitauon. Tauon se značí τ−. Je to lepton a fermion.
Rovněž mu přináleží tauonové neutrino.
Tauon patří do třetí rodiny částic. Zaujímá v ní stejné postavení jako elektron v první a mion v druhé. Podobně jako elektron a mion se tauon zdá být bodový; nebyla pozorována žádná vnitřní struktura a pokud existuje, musí být menší než 10−18 m. A rovněž stejně jako elektron a mion má spin ½ a záporný elektrický elementární náboj.
Neboť leptonové číslo zůstává zachováno (jen přibližně vzhledem k oscilaci neutrin), tauonové neutrino vznikne při rozpadu tauonu na mion či elektron.
Tauon je jediný lepton, který se může rozpadat na hadrony. Ostatní leptony nemají dostatečnou hmotnost. Jako ostatní rozpady je i tento zprostředkován slabou interakcí.